# Максимилијан Михалчић
Максимилијан Михалчић (29. јул 1905. Љубљана, Аустроугарска — 29. март 1958. Загреб, ФНРЈ) је бивши југословенски голман и фудбалски тренер.
Почео је да брани у екипи љубљанског Хермеса, али се прославио тек на голу загребачког ХШК Грађански, у чијем је дресу освајао државна првенства 1926. и 1928. Као голман грађанског наследио је и у клубу и репрезентацији Драгутина Фридриха. Од 1934. бранио је за екипу загребачког Спартака.
Уз 20 утакмица за градску селекцију Загреба, одиграо је и 18 утакмица за репрезентацију Југославије. Дебитовао је 28. октобра 1925. у сусрету против Чехословачке у Прагу, када је примио 7 голова. Последњу утакмицу је одиграо 4. октобра 1931. против Бугарске (2-3) у Софији за Балкански куп. Био је и учесник олимпијских игара 1928. у Амстердаму.
По занимању је био шофер, па је након преласка у Грађански, добио посао у градској служби и био возач тадашњих градоначелника Загреба. По завршетку Другог светског рата, две године је био тренер омладинаца Динама.